# Llista d'asteroides/212901-213000
| Nom      | Designació provisional | Data de descobriment   | Lloc de descobriment | Descobridor/s                                          |
| -------- | ---------------------- | ---------------------- | -------------------- | ------------------------------------------------------ |
| 212901 - | 2007 WR18              | 18 de novembre de 2007 | Mount Lemmon         | Mount Lemmon Survey                                    |
| 212902 - | 2007 WY31              | 19 de novembre de 2007 | Mount Lemmon         | Mount Lemmon Survey                                    |
| 212903 - | 2007 WZ38              | 19 de novembre de 2007 | Kitt Peak            | Spacewatch                                             |
| 212904 - | 2007 XB4               | 3 de desembre de 2007  | Catalina             | CSS                                                    |
| 212905 - | 2007 XN4               | 3 de desembre de 2007  | Catalina             | CSS                                                    |
| 212906 - | 2007 XN7               | 4 de desembre de 2007  | Catalina             | CSS                                                    |
| 212907 - | 2007 XO7               | 4 de desembre de 2007  | Catalina             | CSS                                                    |
| 212908 - | 2007 XD8               | 4 de desembre de 2007  | Mount Lemmon         | Mount Lemmon Survey                                    |
| 212909 - | 2007 XQ15              | 8 de desembre de 2007  | Bisei SG Center      | BATTeRS                                                |
| 212910 - | 2007 XF22              | 10 de desembre de 2007 | Socorro              | LINEAR                                                 |
| 212911 - | 2007 XG22              | 10 de desembre de 2007 | Socorro              | LINEAR                                                 |
| 212912 - | 2007 XY34              | 13 de desembre de 2007 | Socorro              | LINEAR                                                 |
| 212913 - | 2007 XF38              | 13 de desembre de 2007 | Socorro              | LINEAR                                                 |
| 212914 - | 2007 XL44              | 15 de desembre de 2007 | Kitt Peak            | Spacewatch                                             |
| 212915 - | 2007 XH47              | 15 de desembre de 2007 | Kitt Peak            | Spacewatch                                             |
| 212916 - | 2007 XM50              | 11 de desembre de 2007 | Cerro Burek          | Cerro Burek                                            |
| 212917 - | 2007 YR                | 16 de desembre de 2007 | Bergisch Gladbach    | W. Bickel                                              |
| 212918 - | 2007 YL4               | 16 de desembre de 2007 | Kitt Peak            | Spacewatch                                             |
| 212919 - | 2007 YL13              | 17 de desembre de 2007 | Mount Lemmon         | Mount Lemmon Survey                                    |
| 212920 - | 2007 YN21              | 16 de desembre de 2007 | Kitt Peak            | Spacewatch                                             |
| 212921 - | 2007 YD23              | 16 de desembre de 2007 | Mount Lemmon         | Mount Lemmon Survey                                    |
| 212922 - | 2007 YL32              | 28 de desembre de 2007 | Kitt Peak            | Spacewatch                                             |
| 212923 - | 2007 YZ53              | 31 de desembre de 2007 | Catalina             | CSS                                                    |
| 212924 - | 2008 AK1               | 6 de gener de 2008     | Zelenchukskaya       | S. Korotkiy, T. Kryachko, B. Satovski                  |
| 212925 - | 2008 AL31              | 10 de gener de 2008    | Calvin-Rehoboth      | Calvin College                                         |
| 212926 - | 2008 AD43              | 10 de gener de 2008    | Catalina             | CSS                                                    |
| 212927 - | 2008 AL95              | 14 de gener de 2008    | Kitt Peak            | Spacewatch                                             |
| 212928 - | 2008 AK106             | 15 de gener de 2008    | Mount Lemmon         | Mount Lemmon Survey                                    |
| 212929 - | 2008 AD112             | 15 de gener de 2008    | Zelenchukskaya       | S. Korotkiy, T. Kryachko, B. Satovski                  |
| 212930 - | 2008 BX6               | 16 de gener de 2008    | Kitt Peak            | Spacewatch                                             |
| 212931 - | 2008 BZ10              | 18 de gener de 2008    | Kitt Peak            | Spacewatch                                             |
| 212932 - | 2008 CS204             | 3 de febrer de 2008    | Catalina             | CSS                                                    |
| 212933 - | 2008 DQ8               | 25 de febrer de 2008   | Mount Lemmon         | Mount Lemmon Survey                                    |
| 212934 - | 2008 SN81              | 23 de setembre de 2008 | Mount Lemmon         | Mount Lemmon Survey                                    |
| 212935 - | 2008 UH96              | 24 d'octubre de 2008   | Socorro              | LINEAR                                                 |
| 212936 - | 2008 UX248             | 26 d'octubre de 2008   | Mount Lemmon         | Mount Lemmon Survey                                    |
| 212937 - | 2008 UD291             | 28 d'octubre de 2008   | Kitt Peak            | Spacewatch                                             |
| 212938 - | 2008 UE346             | 31 d'octubre de 2008   | Mount Lemmon         | Mount Lemmon Survey                                    |
| 212939 - | 2008 WL91              | 23 de novembre de 2008 | Mount Lemmon         | Mount Lemmon Survey                                    |
| 212940 - | 2008 YS17              | 21 de desembre de 2008 | Mount Lemmon         | Mount Lemmon Survey                                    |
| 212941 - | 2008 YR22              | 21 de desembre de 2008 | Mount Lemmon         | Mount Lemmon Survey                                    |
| 212942 - | 2008 YC30              | 30 de desembre de 2008 | RAS                  | A. Lowe                                                |
| 212943 - | 2008 YX39              | 29 de desembre de 2008 | Mount Lemmon         | Mount Lemmon Survey                                    |
| 212944 - | 2008 YE51              | 29 de desembre de 2008 | Mount Lemmon         | Mount Lemmon Survey                                    |
| 212945 - | 2008 YS65              | 30 de desembre de 2008 | Mount Lemmon         | Mount Lemmon Survey                                    |
| 212946 - | 2008 YU145             | 30 de desembre de 2008 | Kitt Peak            | Spacewatch                                             |
| 212947 - | 2009 AC28              | 3 de gener de 2009     | Kitt Peak            | Spacewatch                                             |
| 212948 - | 2009 BZ8               | 17 de gener de 2009    | Socorro              | LINEAR                                                 |
| 212949 - | 2009 BV23              | 17 de gener de 2009    | Kitt Peak            | Spacewatch                                             |
| 212950 - | 2009 BZ23              | 17 de gener de 2009    | Kitt Peak            | Spacewatch                                             |
| 212951 - | 2009 BB40              | 16 de gener de 2009    | Kitt Peak            | Spacewatch                                             |
| 212952 - | 2009 BP40              | 16 de gener de 2009    | Kitt Peak            | Spacewatch                                             |
| 212953 - | 2009 BU44              | 16 de gener de 2009    | Kitt Peak            | Spacewatch                                             |
| 212954 - | 2009 BL46              | 16 de gener de 2009    | Kitt Peak            | Spacewatch                                             |
| 212955 - | 2009 BF47              | 16 de gener de 2009    | Kitt Peak            | Spacewatch                                             |
| 212956 - | 2009 BH51              | 16 de gener de 2009    | Kitt Peak            | Spacewatch                                             |
| 212957 - | 2009 BY57              | 20 de gener de 2009    | Kitt Peak            | Spacewatch                                             |
| 212958 - | 2009 BW61              | 18 de gener de 2009    | Mount Lemmon         | Mount Lemmon Survey                                    |
| 212959 - | 2009 BD65              | 20 de gener de 2009    | Kitt Peak            | Spacewatch                                             |
| 212960 - | 2009 BB66              | 20 de gener de 2009    | Kitt Peak            | Spacewatch                                             |
| 212961 - | 2009 BD66              | 20 de gener de 2009    | Kitt Peak            | Spacewatch                                             |
| 212962 - | 2009 BV72              | 29 de gener de 2009    | Chante-Perdrix       | Chante-Perdrix                                         |
| 212963 - | 2009 BZ72              | 29 de gener de 2009    | Chante-Perdrix       | Chante-Perdrix                                         |
| 212964 - | 2009 BZ75              | 25 de gener de 2009    | Kitt Peak            | Spacewatch                                             |
| 212965 - | 2009 BV87              | 25 de gener de 2009    | Kitt Peak            | Spacewatch                                             |
| 212966 - | 2009 BF102             | 29 de gener de 2009    | Mount Lemmon         | Mount Lemmon Survey                                    |
| 212967 - | 2009 BK102             | 29 de gener de 2009    | Catalina             | CSS                                                    |
| 212968 - | 2009 BH104             | 25 de gener de 2009    | Kitt Peak            | Spacewatch                                             |
| 212969 - | 2009 BK107             | 29 de gener de 2009    | Kitt Peak            | Spacewatch                                             |
| 212970 - | 2009 BY109             | 30 de gener de 2009    | Mount Lemmon         | Mount Lemmon Survey                                    |
| 212971 - | 2009 BA121             | 31 de gener de 2009    | Kitt Peak            | Spacewatch                                             |
| 212972 - | 2009 BQ123             | 31 de gener de 2009    | Kitt Peak            | Spacewatch                                             |
| 212973 - | 2009 BN146             | 30 de gener de 2009    | Mount Lemmon         | Mount Lemmon Survey                                    |
| 212974 - | 2009 BQ155             | 31 de gener de 2009    | Kitt Peak            | Spacewatch                                             |
| 212975 - | 2009 BJ156             | 31 de gener de 2009    | Kitt Peak            | Spacewatch                                             |
| 212976 - | 2009 BK167             | 24 de gener de 2009    | Cerro Burek          | Cerro Burek                                            |
| 212977 - | 2009 CT3               | 2 de febrer de 2009    | Moletai              | MAO                                                    |
| 212978 - | 2009 CT25              | 1 de febrer de 2009    | Kitt Peak            | Spacewatch                                             |
| 212979 - | 2009 CN34              | 2 de febrer de 2009    | Kitt Peak            | Spacewatch                                             |
| 212980 - | 2009 CW37              | 14 de febrer de 2009   | Bisei SG Center      | BATTeRS                                                |
| 212981 - | 2009 CH51              | 14 de febrer de 2009   | OAM                  | La Sagra                                               |
| 212982 - | 2009 CC52              | 14 de febrer de 2009   | Mount Lemmon         | Mount Lemmon Survey                                    |
| 212983 - | 2009 CW52              | 14 de febrer de 2009   | Mount Lemmon         | Mount Lemmon Survey                                    |
| 212984 - | 2009 DC                | 17 de febrer de 2009   | RAS                  | A. Lowe                                                |
| 212985 - | 2009 DZ5               | 16 de febrer de 2009   | Kitt Peak            | Spacewatch                                             |
| 212986 - | 2009 DG14              | 19 de febrer de 2009   | Catalina             | CSS                                                    |
| 212987 - | 2009 DO16              | 17 de febrer de 2009   | OAM                  | La Sagra                                               |
| 212988 - | 2009 DA18              | 19 de febrer de 2009   | Kitt Peak            | Spacewatch                                             |
| 212989 - | 2009 DZ22              | 19 de febrer de 2009   | Kitt Peak            | Spacewatch                                             |
| 212990 - | 2009 DT24              | 21 de febrer de 2009   | Kitt Peak            | Spacewatch                                             |
| 212991 - | 2009 DE30              | 23 de febrer de 2009   | Calar Alto           | F. Hormuth                                             |
| 212992 - | 2009 DW56              | 22 de febrer de 2009   | Kitt Peak            | Spacewatch                                             |
| 212993 - | 2132 P-L               | 24 de setembre de 1960 | Palomar              | C. J. van Houten, I. van Houten-Groeneveld, T. Gehrels |
| 212994 - | 6598 P-L               | 24 de setembre de 1960 | Palomar              | C. J. van Houten, I. van Houten-Groeneveld, T. Gehrels |
| 212995 - | 1230 T-2               | 29 de setembre de 1973 | Palomar              | C. J. van Houten, I. van Houten-Groeneveld, T. Gehrels |
| 212996 - | 3226 T-2               | 30 de setembre de 1973 | Palomar              | C. J. van Houten, I. van Houten-Groeneveld, T. Gehrels |
| 212997 - | 3238 T-2               | 30 de setembre de 1973 | Palomar              | C. J. van Houten, I. van Houten-Groeneveld, T. Gehrels |
| 212998 - | 3931 T-3               | 16 d'octubre de 1977   | Palomar              | C. J. van Houten, I. van Houten-Groeneveld, T. Gehrels |
| 212999 - | 4330 T-3               | 16 d'octubre de 1977   | Palomar              | C. J. van Houten, I. van Houten-Groeneveld, T. Gehrels |